# Bertrand, Nebraska
Bertrand är en ort i Phelps County i delstaten Nebraska, USA.